# Остяцьк
Остяцьк (рос. Остяцк) — село у Сєверному районі Новосибірської області Російської Федерації.
Входить до складу муніципального утворення Остяцька сільрада. Населення становить 208 осіб (2010).

## Історія
Згідно із законом від 2 червня 2004 року органом місцевого самоврядування є Остяцька сільрада.

## Населення
| 1926 | 1996 | 2002 | 2007 | 2010 |
| ---- | ---- | ---- | ---- | ---- |
| 317  | ↘303 | ↘246 | ↘242 | ↘208 |